# اکتاو افزوده
هشتم افزوده یا اکتاو افزوده (انگلیسی: Augmented octave) در تئوری موسیقی ترکیبی از یک فاصله اکتاو و یک نیم‌پرده کروماتیک است. هشتم افزوده دارای سیزده نیم پرده و فاصله آن از نت پایه ۱۳۰۰ سنت است. فاصله مترادف هشتم افزوده، «نهم کوچک» است.

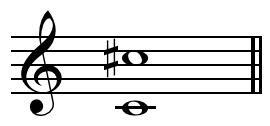
هشتم افزوده از نت دو